# 후투족
후투족(Hutu)은 중앙 아프리카의 르완다와 부룬디에 거주하는 세개의 부족중 하나이다. 다른 두 부족은 투치족(Tutsi)과 트와족(Twa)이다. 약 1,850만 명의 인구를 가지고 있으며, 르완다와 부룬디 양국에서 다수민족을 차지하고 있다.

## 투치족과의 관계
후투족은 11세기 차드지역에서 남하하여 트와족을 밀어내고 빅토리아호 주변에 정착했다. 이후 투치족이 남하하기 전까지 여러개의 작은 왕국을 건국하여 주도권을 행사했다.
후투족과 투치족의 관계에 대해선 여러 가지 학설이 있다.
- 투치족은 함셈어족에 속하는 에티오피아지역에서 남하에 내려온 부족이다. 투치족은 후투 왕국들을 정복했고 15~18세기에 걸쳐 후투족과 트와족을 지배하는 위치에 섰다.

- 후투족과 투치족은 원래는 평화롭게 함께 지내고 있었다. 하지만 독일과 벨기에의 식민주의자들은 이들을 인위적으로 나누고, 소수민족인 투치족을 식민지배의 지방 관리로 고용했다.

- 후투족과 투치족은 유사성이 많은 부족이지만, 정확히 같은 부족은 아니다. 하지만 유럽인들의 식민지배 이후 그 차이가 심해졌을 뿐이다.

- 가축을 소유한 유목민은 투치족이고, 그렇지 않은 농민은 후투족이다. 이러한 분류 방법은 가장 일반적으로 알려진 방법으로, 이 지역을 식민지배한 벨기에인이 처음으로 부족을 분류할 때 이러한 기준으로 후투족과 투치족을 구분했다.

## 식민시대 이후 투치족과의 갈등
벨기에는 소수의 투치족을 활용하여 다수의 후투족을 지배하는 식민 정책을 펼쳤다. 그리하여 1962년 르완다와 부룬디의 독립 당시에는 양국 모두에서 투치족이 후투족을 지배하고 있었다. 이후 부룬디에서는 투치족이 후투족을 누르고 꾸준히 정권을 장악하게 되나, 르완다에서는 후투족이 투치족을 몰아내고 정권을 장악하게 된다.
이러한 정치적 상황으로 인해 부룬디에서는 투치족에 의한 후투족 학살이 일어났고, 르완다에서는 후투족에 의한 투치족의 학살이 일어났다. 이러한 인종 청소는 양 부족 모두 1,000,000명에 가까운 희생자가 발생하는 참사로 이어졌다.

## 같이 보기
- 투치족
- 르완다 학살
- 르완다의 역사